# Turismo no Rio de Janeiro

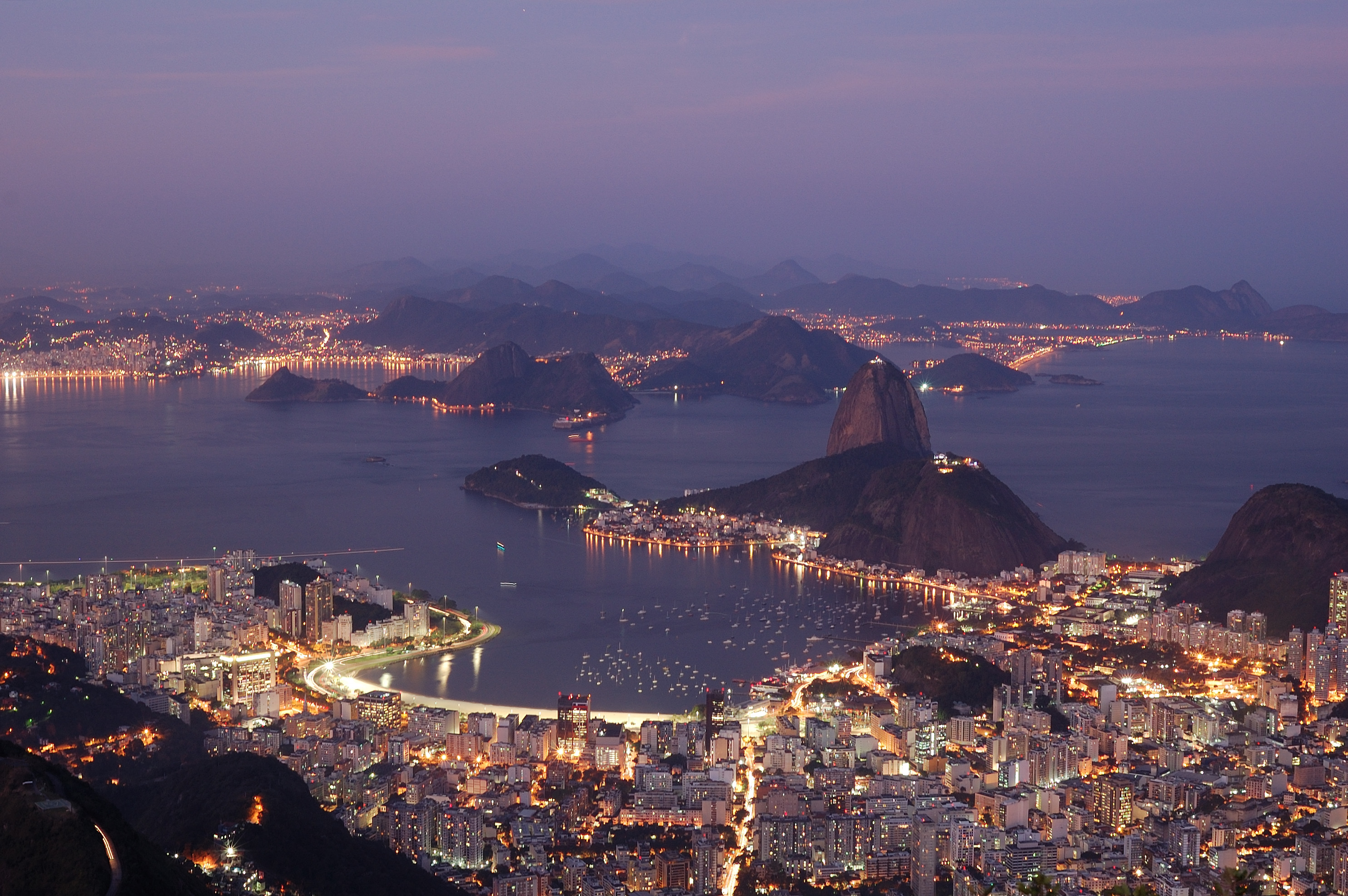
Vista da enseada de Botafogo, com o Pão de Açúcar ao fundo.

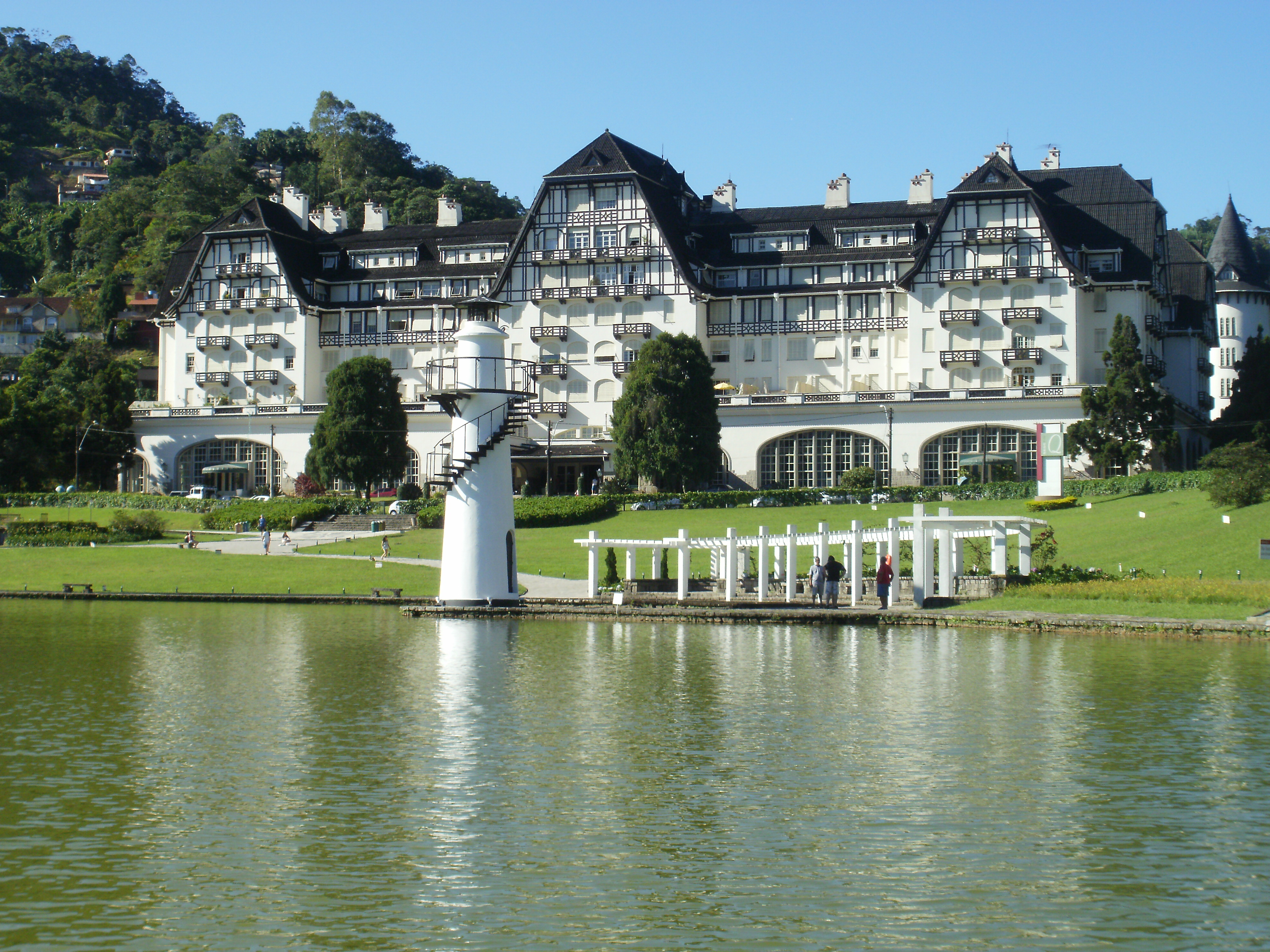
Palácio Quitandinha em Petrópolis

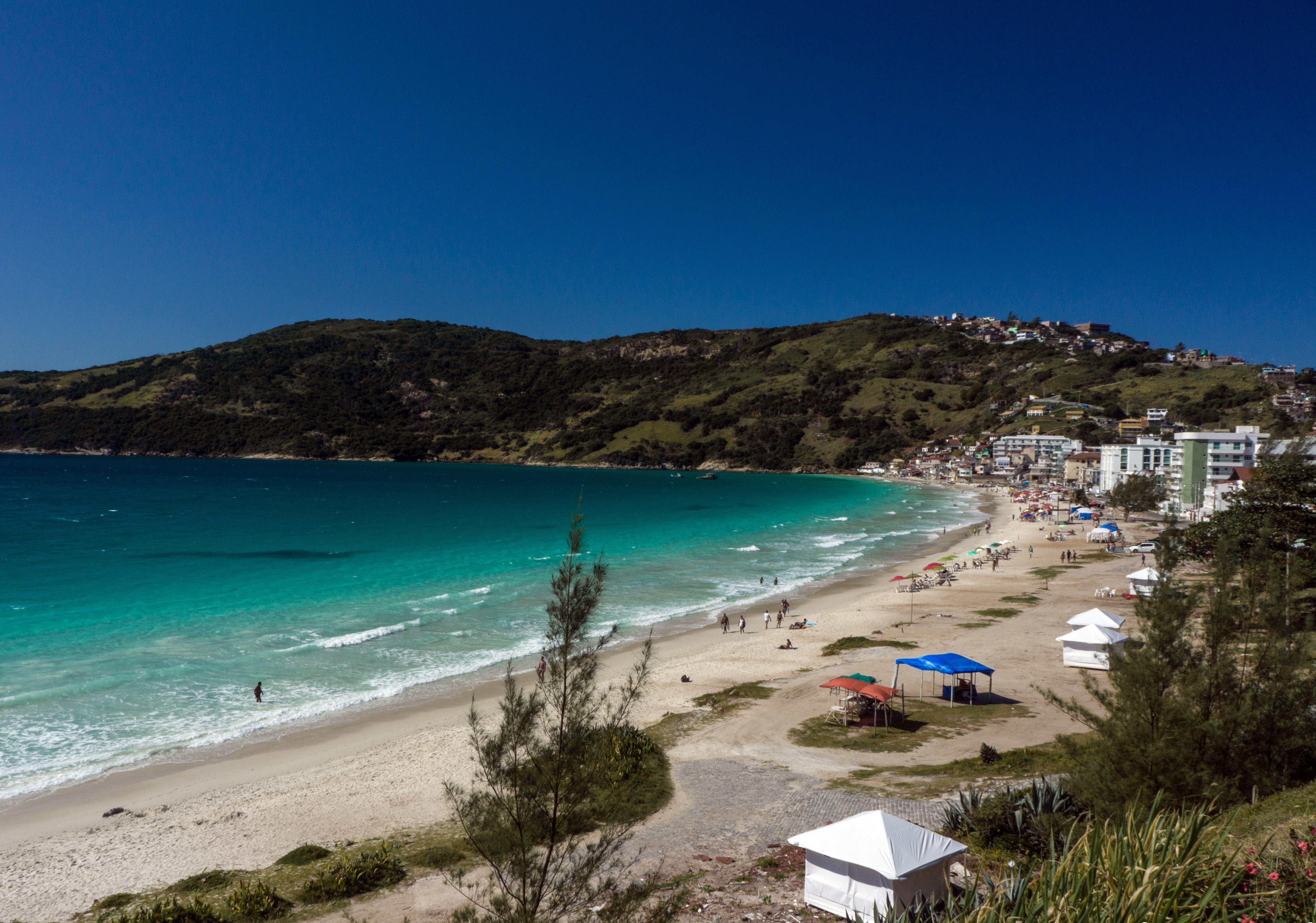
Prainha, Arraial do Cabo.

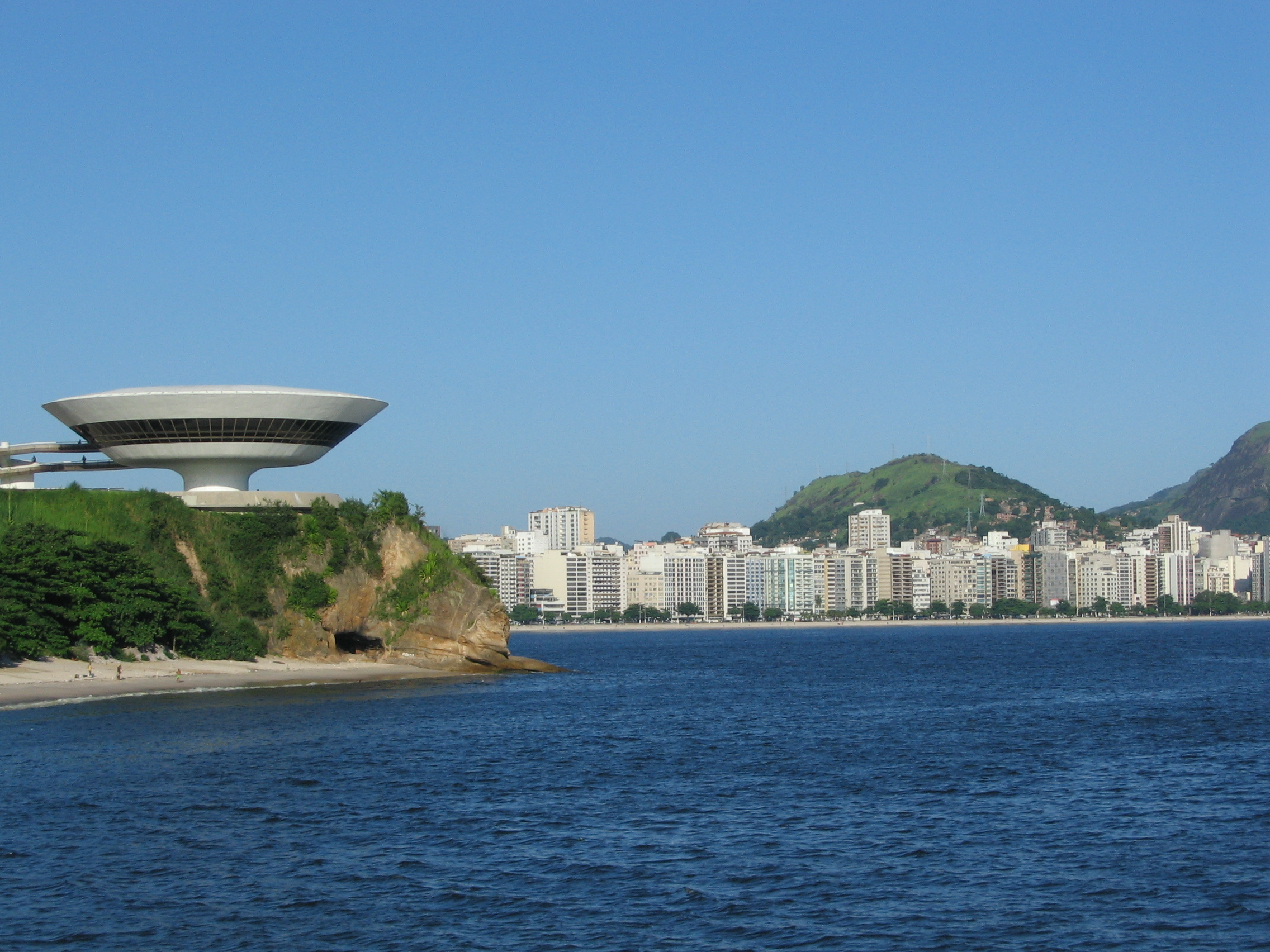
O Museu de Arte Contemporânea de Niterói é uma das construções mais emblemáticas da cidade.

O turismo no estado do Rio de Janeiro oferece diversas atrações históricas, naturais e culturais.
A capital fluminense é internacionalmente conhecida pela beleza de suas praias e morros, além de ser um grande polo de turismo cultural, contemplada por diversos museus, teatros e casas de espetáculos. Segundo a EMBRATUR, é o destino mais procurado pelos turistas estrangeiros que visitam o Brasil a lazer, e o segundo colocado no turismo de negócios e eventos. Abriga também as maiores florestas urbanas do mundo, no Parque Estadual da Pedra Branca.
O Cristo Redentor, eleito uma das sete maravilhas do mundo moderno, o morro do Pão de Açúcar (com seu famoso teleférico), a lagoa Rodrigo de Freitas, as praias de Copacabana, Ipanema e Barra da Tijuca, a floresta da Tijuca, a Quinta da Boa Vista, o Jardim Botânico, o Largo do Boticário, a Cinelândia e o Estádio do Maracanã estão entre os principais pontos de visitação. Entre os maiores eventos do calendário carioca, destacam-se o Carnaval, o Festival Internacional de Cinema, a Mostra do Filme Livre, a Bienal do Livro, o Fashion Rio, o Anima Mundi e a festa do réveillon em Copacabana. Quanto aos pontos de referência do turismo cultural, podem-se elencar, entre tantos, o Museu Histórico Nacional, o Museu Nacional de Belas Artes, a Biblioteca Nacional, o Museu de Arte Moderna (MAM), o Real Gabinete Português de Leitura, o Palácio do Catete, o Theatro Municipal e o Riocentro. 
A região serrana conta com a histórica cidade de Petrópolis, com Teresópolis, Nova Friburgo, a vila de Visconde de Mauá, no município de Resende, e Penedo no município de Itatiaia, como refúgios de inverno para se esconder e ao mesmo tempo aproveitar do frio.
O litoral, que conta com cidades como a capital Rio de Janeiro e Niterói, também é um grande atrativo do estado. Niterói, com seus monumentos futuristas e naturais; a Região dos Lagos, com Cabo Frio, Búzios e Rio das Ostras; Ilha Grande e os outros locais atraem pessoas do mundo todo com suas praias e monumentos.
Em julho de 2012, sua paisagem foi eleita como patrimônio nacional da humanidade.
No sul do estado, a cidade de Paraty, com sua arquitetura colonial, Angra dos Reis, com suas ilhas, e Ilha Grande são os destaques. Ao norte do estado, são muito procuradas as praias da Região dos Lagos, como Búzios e Cabo Frio.
Em um ranking da TripAdvisor, a cidade do Rio de Janeiro ficou na 10ª posição entre as cidades do mundo mais caras para uma visita de turistas internacionais, logo depois de Roma e Sydney. No geral, o que mais pesa no orçamento do turista é a acomodação. Inclusive, para ajudar na parte da economia e da experiência de viagem do turista, recentemente estudantes de Engenharia da UFF (Universidade Federal Fluminense) criaram um app planejador de viagens que mostra em segundos o que fazer na cidade com base no perfil de viagem do usuário e de seus objetivos naquela viagem.